# Starosel Gate
Starosel Gate är ett bergspass i Antarktis. Det ligger i Sydshetlandsöarna. Argentina, Chile och Storbritannien gör anspråk på området. Starosel Gate ligger 500 meter över havet.
Terrängen runt Starosel Gate är kuperad åt sydost, men åt nordväst är den bergig. Havet är nära Starosel Gate åt sydost. Trakten är glest befolkad. Närmaste befolkade plats är St. Kliment Ohridski Base, 13,9 kilometer nordväst om Starosel Gate. 